# Maoísmo

Mao Zedong

El maoísmo o pensamiento Mao Zedong (en chino simplificado, 毛泽东思想; en chino tradicional, 毛澤東思想; pinyin, Máo Zédōng Sīxiǎng) es la variante del marxismo-leninismo planteada y desarrollada por el líder revolucionario Mao Zedong en el marco de la revolución comunista china.
En la República Popular China es la doctrina oficial del Partido Comunista de China. Sin embargo, tras las reformas iniciadas por Deng Xiaoping en 1978, tendentes a una economía de mercado, el socialismo con características chinas ha sido la política aplicada en el país, y la definición oficial y el rol del Pensamiento de Mao Zedong en este país ha sido radicalmente modificado, aunque su imagen todavía preside la Plaza de Tiananmen de Pekín.
El término maoísmo nunca ha sido empleado oficialmente por el Partido Comunista de China, excepto como palabra derivada. El término preferido ha sido siempre Pensamiento Mao Zedong. De la misma forma, algunos partidos maoístas fuera de China se denominan en ocasiones a sí mismos como marxistas-leninistas, lo cual refleja su idea de que Mao no modificó sustancialmente los planteamientos de Lenin, sino que los desarrolló y adaptó a la Revolución China.
Sin embargo, otros partidos maoístas consideran que Mao realizó aportes teóricos y prácticos que significaron un desarrollo sustancial del leninismo, por lo que se denominan Marxistas-leninistas-maoístas o simplemente maoístas. Por ejemplo, el Partido Comunista de Nepal (Maoísta) se diferencia de otras organizaciones, como el Partido Comunista de Nepal (Marxista-Leninista Unificado), con dicho adjetivo. Hay partidos maoístas que sostienen que hoy es imposible defender la teoría de Marx y de Lenin sin estudiar los aportes de Mao y la experiencia de la Revolución China en cuanto a la continuación de la lucha de clases, bajo nuevas formas, en el marco de la construcción de la sociedad socialista.
Fuera de China, el término maoísta fue usado desde la década de 1960, generalmente de manera hostil[cita requerida], para describir a los partidos y personas que apoyaban a Mao Zedong y su forma de comunismo, como opuesta a la forma aplicada en la URSS (considerados, a partir de la muerte de Iósif Stalin, revisionistas por los maoístas).

## Definición

### Diferencias con el marxismo clásico
El maoísmo y el marxismo difieren en las formas en que se define al proletariado y en las condiciones políticas y económicas que iniciarían una revolución comunista.
1. Para Karl Marx, el proletariado era la clase trabajadora urbana que llevaría a cabo la revolución socialista.[1] Para Mao Zedong era la clase campesina, bajo el liderazgo del proletariado, quienes llevarían a cabo la revolución en un país semi-feudal como China.[nota 1] Mao basó su revolución en el campesinado pues poseían, según él, dos cualidades: (i) eran pobres y (ii) eran una pizarra en blanco política; en palabras de Mao, “[una] hoja de papel en blanco no tiene manchas, por lo que las palabras más nuevas y hermosas se pueden escribir en ella”.[2]
2. Para Marx, la revolución proletaria fue alimentada internamente por el modo de producción capitalista; que a medida que se desarrolló el capitalismo, "surge una tensión entre las fuerzas productivas y el modo de producción".[3] La tensión política entre las fuerzas productivas (los trabajadores) y los dueños de los medios de producción (los capitalistas) sería un incentivo inevitable para la revolución proletaria que desembocaría en una sociedad comunista. Mao no se adhirió a la teoría de Marx de la inevitable ciclicidad en el sistema económico[cita requerida]. Su objetivo era unificar la nación china y así lograr un cambio progresivo para China en forma de comunismo; por tanto, la revolución era necesaria de inmediato. En La gran unión de las masas populares (1919), Mao escribió que ”la decadencia del Estado, los sufrimientos de la humanidad y la oscuridad de la sociedad han llegado a un extremo”.[4]

### Guerra popular
Sosteniendo que el poder político surge del cañón de un arma, el maoísmo enfatiza la lucha revolucionaria de la gran mayoría de la gente contra las clases explotadoras y sus estructuras estatales, que Mao denominó una guerra popular. Movilizando a grandes partes de la población rural para que se rebelen contra las instituciones establecidas mediante la participación en la guerra de guerrillas,la estrategia Maoísta se centra en rodear las ciudades desde el campo.
El maoísmo ve la división industrial-rural como una división importante explotada por el capitalismo, identificando al capitalismo como una participación de sociedades industriales urbanas desarrolladas del Primer Mundo que gobiernan sobre sociedades rurales en desarrollo del Tercer Mundo. [29] El maoísmo identifica las insurgencias campesinas en contextos nacionales particulares que eran parte de un contexto de revolución mundial, en el que el maoísmo considera que el campo global abrumaría a las ciudades globales. Debido a este imperialismo del Primer Mundo urbano capitalista hacia el Tercer Mundo rural, el maoísmo ha respaldado los movimientos de liberación nacional en el Tercer Mundo.

### Organización de las masas
Expandiendo el modelo de vanguardia leninista empleado por los bolcheviques, la teoría maoísta de la línea de masas sostiene que el partido no debe estar separado de las masas populares, ni en política ni en lucha revolucionaria. Para llevar a cabo una revolución exitosa, las necesidades y demandas de las masas deben ser comunicadas al partido para que el partido pueda interpretarlas con una visión marxista finalmente regresando esta interpretación a las masas para que puedan ponerla en práctica ellas mismas.

### La lucha de clases en el socialismo
Un concepto clave que distingue al maoísmo de otras ideologías comunistas es la afirmación de que tras la toma del poder subsisten las clases sociales y por lo tanto continúa la lucha de clases durante el gobierno socialista (como resultado de la contradicción antagonista fundamental entre el camino capitalista y el comunista). Incluso cuando el proletariado ha alcanzado el poder estatal a través de una revolución socialista, la burguesía tiene la capacidad potencial de restaurar el capitalismo.
Según el análisis maoísta, la experiencia soviética mostraba cómo la burocracia enquistada en el aparato estatal podía convertirse en una burguesía de nuevo tipo y restaurar el capitalismo. Evitar que esto sucediese en China fue la principal razón por la que se organizó la Revolución Cultural, en la cual Mao llamó a profundizar en el socialismo y desenmascarar a los revisionistas que se encontraban dentro del partido. Para los maoístas, fue una enorme lucha por el poder en las condiciones de la dictadura del proletariado, una lucha entre el camino socialista y el camino capitalista.

### El maoísmo y la Unión Soviética
Mao analizó los cambios producidos en la Unión Soviética tras la muerte de Stalin, y afirmó que tras el XX Congreso del PCUS se habían abandonado no solo las banderas de Stalin, sino las de Lenin y Marx, comenzando así el proceso de restauración capitalista en lo que había sido la patria del socialismo. Mao afirmó que la Unión Soviética se había transformado en un país “socialfascista” hacia adentro (es decir: socialista de palabra pero fascista de hecho) y socialimperialista hacia fuera (socialista de palabra, imperialista de hecho); y que el PCUS y todos los partidos comunistas alineados a él se habían convertido en revisionistas e instrumentos de la dominación imperialista por parte de la Unión Soviética. Así comenzó una larga historia de tensión entre China y la Unión Soviética que desembocaría en la ruptura sino-soviética.
Para Mao, Stalin fue un defensor del leninismo, y logró grandes avances en la construcción del socialismo. No obstante, consideró que este había cometido errores. Tal valoración de Stalin chocó tanto con las opiniones del PCUS y los Partidos Comunistas que de él dependían, como con las del trotskismo y del liberalismo y la socialdemocracia capitalistas, dividiendo aguas en la izquierda internacional.

### Desarrollo del materialismo dialéctico
A través de sus cinco tesis filosóficas, el presidente Mao desarrolló el materialismo dialéctico llevando la corriente filosófica más allá que sus predecesores Marx y Lenin.
Una de sus innovaciones a la dialéctica fueron los conceptos de la Contradicción Principal y el Aspecto Principal de la Contradicción que explica en su texto Sobre la Contradicción. 
Mao dice que en el proceso de desarrollo de un fenómeno complejo existen diversas contradicciones coexistiendo y que de estas una es necesariamente principal ya que determina la existencia o desarrollo de las otras. El Presidente Mao ejemplifica esto citando La Contradicción Principal dentro de la sociedad capitalista: la lucha de clases entre la burguesía y el proletariado. Argumenta que esta contradicción es la principal ya que determina el desarrollo del resto de contradicciones y determina el desarrollo del modo de producción capitalista en general.
En el mismo texto, Mao describe que el desarrollo de los aspectos en una contradicción es siempre desigual y que podemos siempre encontrar un aspecto principal siendo el opuesto el aspecto secundario. Argumenta también que (de acuerdo al principio dialéctico del cambio constante) los aspectos principal y secundario de una contradicción pueden convertirse uno en el otro cambiando así la caracterización de la contradicción entera. Como ejemplo, algunos estudiosos de la teoría de Mao siguen este método de análisis sobre los aspectos de la contradicción entre socialismo y capitalismo que se dieron a lo largo de la historia contemporánea China para calificar el modo de producción dominante como Socialismo o Capitalismo. La economista China Pao Yu-Ching caracteriza a la China de la Revolución Cultural como socialista debido a que el aspecto principal de la contradicción era la producción socialista; en cambio, caracteriza de capitalista a China después de las reformas de Deng Xiaoping debido a que la producción capitalista se transformó en el aspecto principal de la contradicción entre socialismo y capitalismo.

## Historia

### Nacimiento del movimiento comunista chino

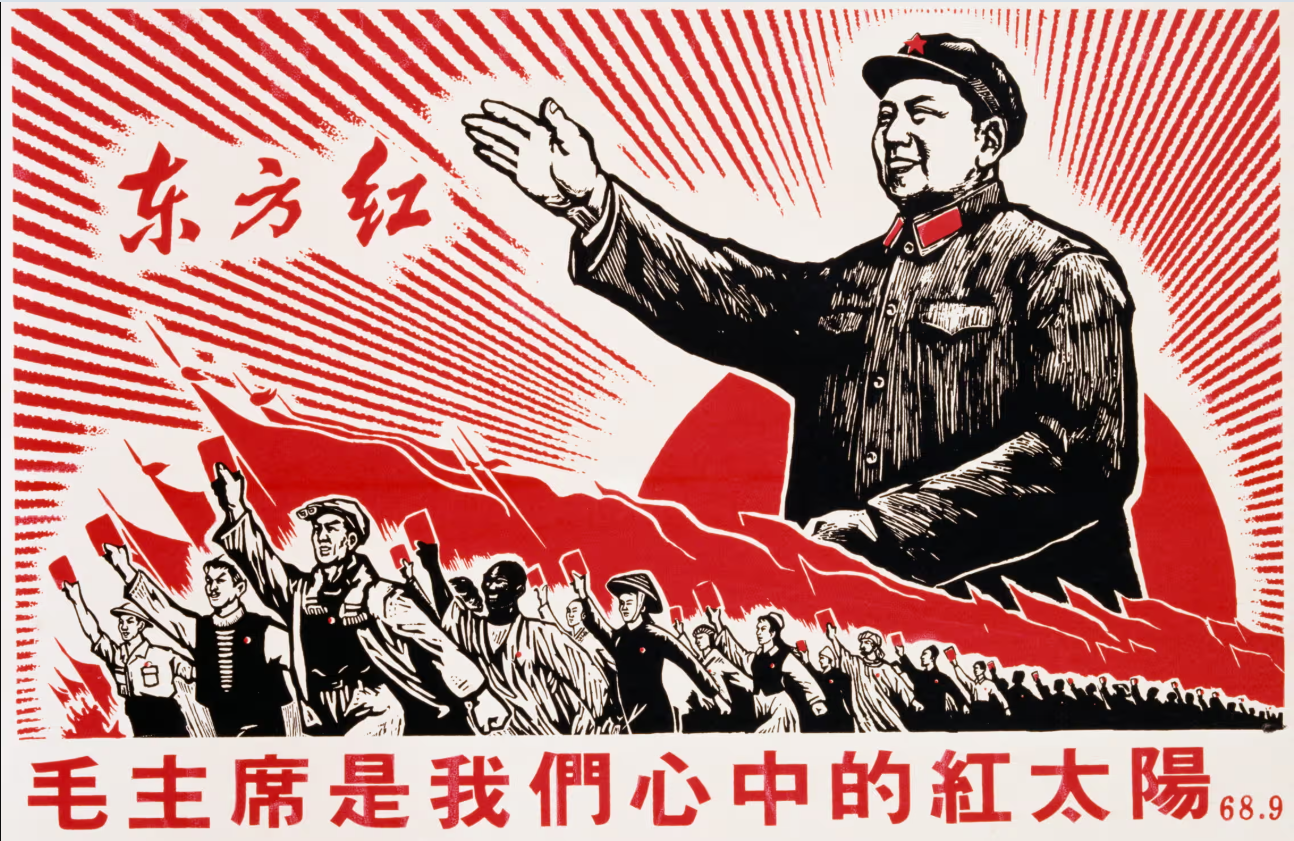
Maoísmo

A principios del siglo XX, ciertos integrantes de la élite tradicional de China comenzaron a mostrar cierto descontento respecto al confucianismo buscando nuevos modelos filosóficos y políticos, por lo general de inspiración occidental, con la intención de reflotar al decadente Imperio Qing, devastado tras la fallida Rebelión de los Bóxers y sumisa ante el imperialismo de Occidente y Japón. La situación de crisis era tal que comenzaron a aparecer voces que pedían el fin de la monarquía, siendo el caso más notable el del estadista Sun Yat-sen, fundador de la sociedad secreta Tongmenghui, antecesora directa del Kuomintang y artífice de la Revolución de Xinhai que en 1912 logró expulsar a Puyi, el último emperador Qing, del poder, dando comienzo al período republicano. La caída de la última dinastía imperial china marcó en muchos aspectos el final del orden moral confuciano, provocando que el confucianismo fuera sinónimo de conservadurismo político y social, por lo menos dentro de los círculos intelectuales. El rechazo al confucianismo fue defendido por el ideólogo Chen Duxiu durante el Movimiento por la Nueva Cultura que tuvo lugar entre 1915 y 1919, proponiendo la destrucción total de las tradiciones y valores del pasado. El Movimiento de la Nueva Cultura fue encabezado por Nueva Juventud, una revista publicada por Chen Duxiu y fue profundamente influyente en el joven Mao Zedong, cuyo primer trabajo publicado apareció en las páginas de la revista.
En 1919 se firma el Tratado de Versalles, que pone fin a la Primera Guerra Mundial y que otorga al Imperio japonés el control de las antiguas concesiones alemanas en la provincia de Shandong, algo que provocó un gran malestar entre la población china, llevando al estallido de las protestas del Movimiento del Cuatro de Mayo, germen del Partido Comunista Chino. El partido sería oficialmente fundado en 1921 por Chen Duxiu y Li Dazhao con asesoramiento soviético. Durante el período de entreguerras, que en China se caracterizó por una fuerte inestabilidad, con el país dividido en facciones en lo que se conocería como Era de los señores de la guerra, las diferencias ideológicas entre el Partido Comunista Chino y el soviético eran escasas. En 1935, durante la Larga Marcha, la huida de los comunistas chinos desde el Sóviet de Jiangxi en dirección al norte en el contexto de la guerra civil china, Mao es elegido líder del partido. Es a partir de este momento, con los comunistas chinos establecidos en Yan'an, cuando comienzan a notarse las primeras diferencias ideológicas respecto al modelo soviético

### La consolidación del maoísmo
A finales de la década de 1930 Mao escribe varios textos en los cuales comienza a definirse la deriva ideológica del comunismo chino. En 1937, año en el que estalla la segunda guerra sino-japonesa que interrumpe la guerra civil, Mao redacta dos ensayos que con el paso de los años se convertirán en la base del maoísmo: Sobre la práctica y Sobre la contradicción. Ambos son textos de corte filosófico a través de los cuales Mao busca continuar las aportaciones de Lenin y Stalin en el campo del Materialismo dialéctico, analizando y tratando las contracciones del capitalismo enfocándose en la realidad material de una China recién inmersa en una sangrienta guerra contra Japón. Ese mismo año publica un manual militar de título Sobre la guerra de guerrillas, al que en 1938 se le suma Sobre la guerra prolongada. Ambos textos analizan la forma de lucha correcta a la hora de enfrentarse a un enemigo superior en número y sobre todo en material como fue el caso del Ejército imperial japonés. Sin embargo, estos dos textos sobrepasarían el término de la Segunda Guerra Mundial convirtiéndose en la pauta a seguir tanto por los comunistas chinos en la segunda fase de la guerra civil como por muchos otros movimientos maoístas de todo el mundo. Fue durante el Movimiento de Rectificación de Yan'an entre los años 1942 y 1945 cuando se llevó a cabo la principal desviación respecto a la línea soviética, reforzando las ideas expuestas por Mao en sus ensayos y remarcando la importancia del campesinado como sujeto revolucionario. A la hora de difundir las ideas de Mao, tanto el plano político como en el militar, el papel de la Universidad Política y Militar Antijaponesa de Yenan fue fundamental. Este centro de estudio, abierto en 1931, permanecería abierto hasta 1945.
Una vez en el poder, el Partido Comunista chino definirá el Pensamiento Mao Zedong como marxismo-leninismo aplicado en un contexto chino. Durante el período posrevolucionario, Mao llegaría a la conclusión de que la lucha de clases continúa incluso si el proletariado ya ha derrocado a la burguesía, debido a la existencia de elementos restauracionistas capitalistas dentro del propio Partido Comunista, algo que será fundamental a la hora de entender las purgas del Movimiento antiderechista pero sobre todo de la Revolución cultural

### El maoísmo en China tras la muerte de Mao

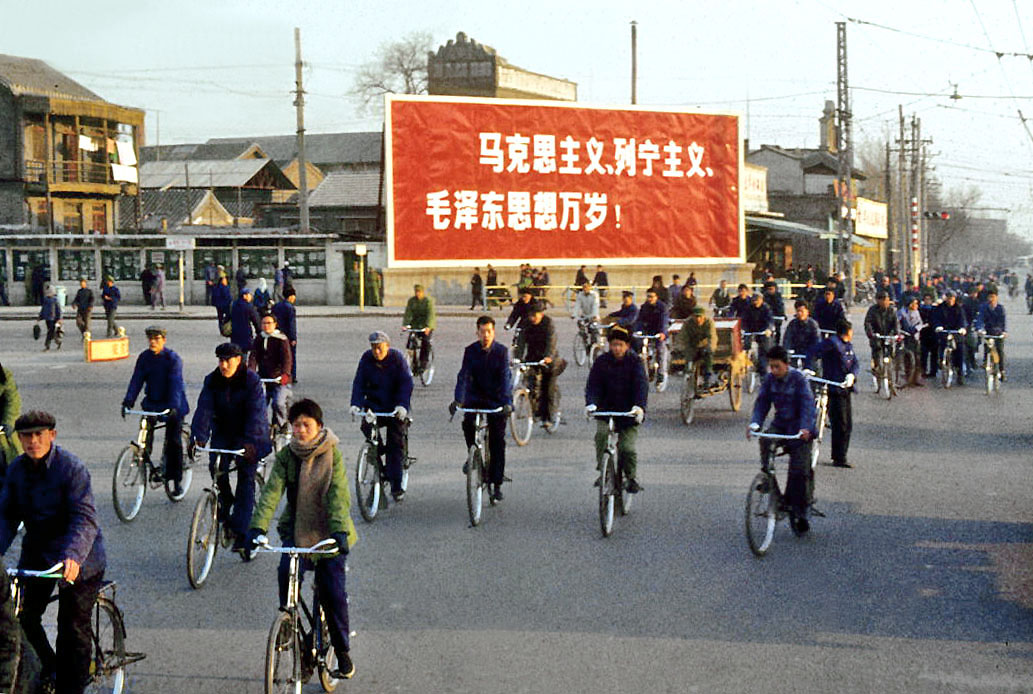
Pekín, 1978. El cartel dice: ¡Viva el marxismo-leninismo y pensamiento de Mao Zedong!

Desde la muerte de Mao en 1976 y las reformas de Deng Xiaoping en 1978, el gobierno de la República Popular China ha abandonado en la práctica el maoísmo, aunque el Pensamiento Mao Zedong sigue siendo nominalmente la ideología estatal. Los estatutos del partido han sido reescritos para dar a las ideas de Deng Xiaoping una mayor prominencia que a las de Mao. En dicho país está permitido cuestionar acciones particulares de Mao y criticarlas, pero existe la prohibición de cuestionar públicamente la validez del maoísmo y de las acciones presentes realizadas por el Partido Comunista de China en nombre del maoísmo. Según aporta Alexandre Garcia Turcan, autor del libro En defensa del pueblo chino, "Si por maoísmo entendemos el fanatismo y dogmatismo de la Revolución Cultural, entonces sí, Deng era un antimaoísta. En cambio si por maoísmo entendemos todo el legado teórico legado por Mao Zedong hasta los años 60, entonces podemos afirmar que Deng era maoísta".
Mao es oficialmente reconocido por el Partido Comunista como un gran líder revolucionario por su papel en la lucha contra los japoneses y la creación de la República Popular China, pero el maoísmo es considerado actualmente por el Partido como un desastre económico y político. En los días de Deng, el apoyo al maoísmo ortodoxo era considerado una forma de desviación de izquierdas y una manifestación de culto a la personalidad, aunque dichas manifestaciones son atribuidas a la Banda de los Cuatro más que al propio Mao. Deng, en una entrevista con la periodista italiana Oriana Fallaci, afirmó "Tenemos que hacer una distinción clara entre la naturaleza de los errores del Presidente Mao y los crímenes de Lin Biao y la Banda de los Cuatro. Durante la mayor parte de su vida, el Presidente Mao hizo cosas muy buenas. Muchas veces salvó al partido y al Estado de crisis. Sin él, el pueblo chino había, como mínimo, pasado mucho más tiempo buscando a tientas en la oscuridad". Deng también afirmó que no le harían al Presidente Mao lo que Jruschov le hizo a Stalin.
El éxito de las reformas económicas han hecho que el 95,5% de los ciudadanos chinos apoyen al Partido Comunista de China. Mao Zedong es considerado el padre y fundador la República Popular China, pero las críticas a la revolución cultural han desaparecido.

## El maoísmo en el mundo

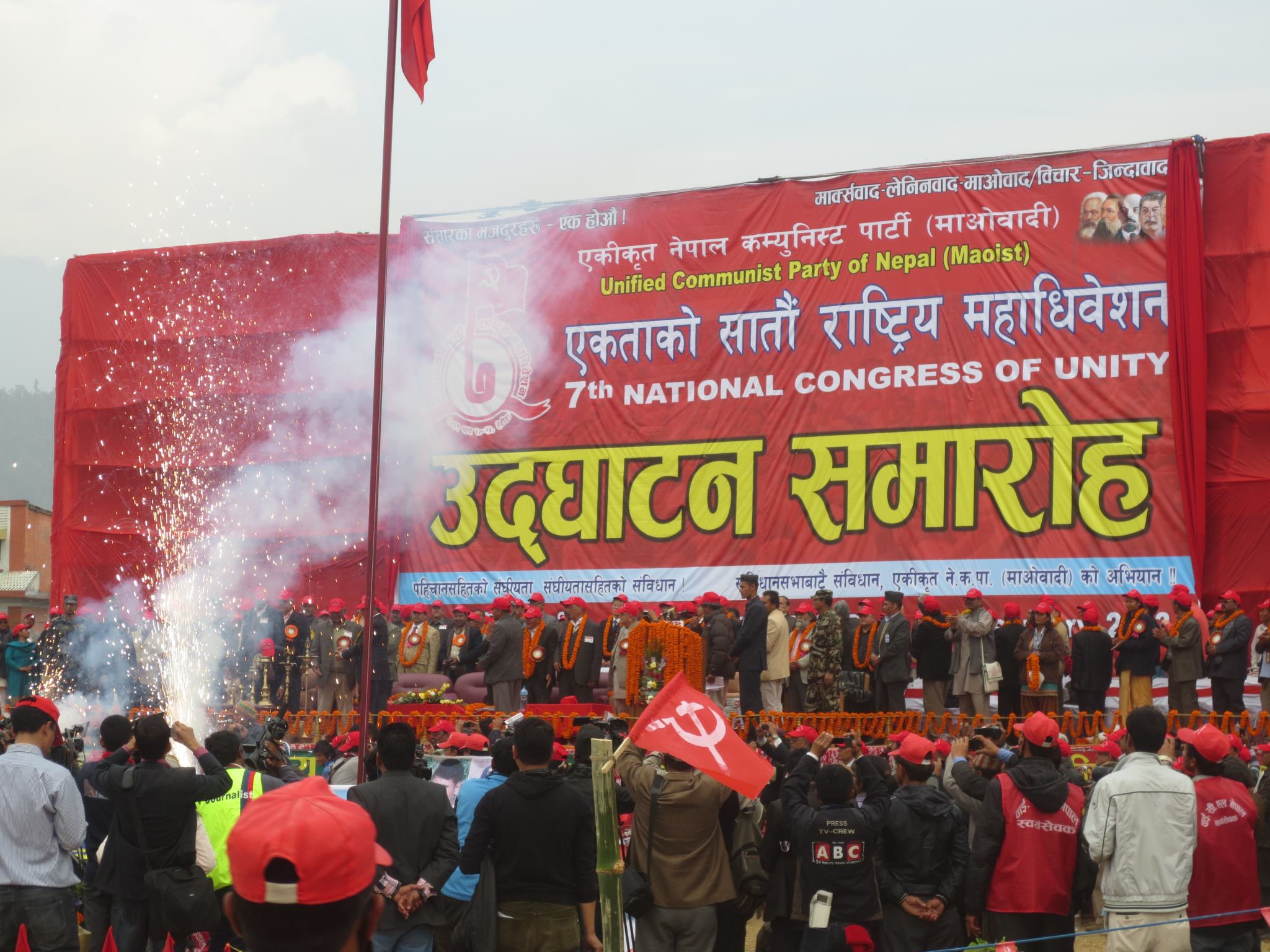
El Partido Comunista de Nepal (Centro Maoísta) en febrero del 2013.

Desde 1962 la crítica a la política soviética realizada por el Partido Comunista de China provocó varias divisiones en los partidos comunistas a lo largo del mundo. En un primer momento, el Partido del Trabajo de Albania apoyó a China, como también hicieron muchos partidos comunistas en el Sudeste Asiático, como el Partido Comunista de Tailandia, el Partido Comunista de Indonesia, etc. Algunos partidos asiáticos, como el Partido Comunista de Vietnam y el Partido de los Trabajadores de Corea intentaron tomar una posición intermedia. En Japón, el Partido comunista Japonés también ha tenido una facción orientada al maoísmo. En Occidente y el Sur, un buen número de partidos y organizaciones mantenían contactos con el Partido Comunista de China, tomando nombres como Partido Comunista (Marxista-Leninista) o Partido Comunista Revolucionario para distinguirse de los partidos comunistas prosoviéticos tradicionales. Los movimientos maoístas estaban, en la mayoría de los casos, formados principalmente por las oleadas del radicalismo estudiantil durante los años 1960 y 1970. Bajo el liderazgo del Partido Comunista de China surgió un movimiento comunista internacional paralelo, aunque nunca fue tan homogéneo y formalizado como la tendencia proclive a Moscú.
Tras la muerte de Mao en 1976 y la detención de la Banda de los Cuatro, el movimiento maoísta pasó a denunciar el nuevo liderazgo como traición a la causa del marxismo-leninismo Pensamiento Mao Zedong.
El movimiento maoísta internacional actual agrupa a los que se enfrentaron a Deng, y consideraban que este se distanciaba del maoísmo, y otros más modernos. Si bien, no son muchos los partidos que se reivindican estrictamente maoístas, en numerosos países de casi todos los continentes se encuentran partidos que defienden los aportes de Mao al marxismo-leninismo, ya considerándose maoístas o “Pensamiento Mao”.
Durante los años 1980 surgieron dos movimientos de reagrupación paralelos, uno en el que participaba el Partido Comunista de Filipinas (que dio nacimiento a la Conferencia Internacional de Partidos y Organizaciones Marxistas-Leninistas (Unidad y Lucha)), y el Movimiento Internacionalista Revolucionario (en el que participa el Partido Comunista del Perú-SL). En el contexto hondureño el partido comunista de Honduras estuvo dividido entre los miembros prosovieticos y los prochinos, al grado de separarse entre el tradicional partido comunista (PCH) y el Partido Comunista Marxista Leninista de Honduras (PCMLH), de orientación maoísta. Ambas tendencias reivindicaban el marxismo-leninismo-Pensamiento Mao Zedong, aunque el Movimiento Internacionalista Revolucionario pasó después a emplear el término marxismo-leninismo-maoísmo.
Hoy las organizaciones maoístas, agrupadas en el Movimiento Internacionalista Revolucionario, tienen sus principales focos en el sur de Asia, con luchas armadas desarrolladas en Nepal, India y Bangladés. Paralelamente a esta internacional se ha fundado una estructura regional, el Comité de Coordinación de los Partidos y Organizaciones Maoístas del Sur de Asia.
En todos los países de América del Sur hay partidos maoístas o marxistas-leninistas-pensamiento Mao Tse Tung.
Algunos de los partidos u organizaciones que se consideran maoístas o pensamiento Mao en América del Sur y en Europa, son los siguientes:
- Partido Comunista Revolucionario de la Argentina
- Partido Marxista Leninista Maoísta de la Argentina
- Partido Comunista Chileno (Acción Proletaria)
- Partido Comunista Revolucionario (Chile)
- Partido Comunista de Bolivia (Marxista-Leninista-Maoísta)
- Movimiento Obrero Independiente y Revolucionario (MOIR) (Colombia)
- Partido Comunista de Colombia - Marxista Leninista
- Partido del Trabajo de Colombia
- Movimiento Popular Revolucionario Paraguay Piahurá
- Partido Comunista del Perú - Patria Roja
- Partido Comunista Peruano - Avanzada Octubre
- Partido Comunista del Perú-Sendero Luminoso
- Partido Comunista Revolucionario del Uruguay
- Sector Agrícola y Maoísta
- Unión Obrera Comunista-Marxista Leninista Maoísta (Colombia)
- Partido Comunista de España (reconstituido)
- Partido Comunista de los Trabajadores Portugueses / Movimiento Reorganizativo del Partido del Proletariado
- Partido de la Liberación / EX Vanguardia Comunista
- Unificación Comunista de España

Existe un grupo maoísta, el Movimiento Internacionalista Maoísta (MIM), radicado en Estados Unidos, con sus propias interpretaciones del maoísmo. Se opone al Movimiento Internacionalista Revolucionario, principalmente por el liderazgo que sobre él ejerce el Partido Comunista Revolucionario de los Estados Unidos, partido con el que ha polemizado dura y repetidamente el MIM.
Entre los teóricos maoístas occidentales destaca el francés Charles Bettelheim, quien influyó en los movimientos rebeldes de Francia de los años 1960 y 1970, y publicó ensayos sobre la transición a la fase socialista.

## Diferencias con el marxismo-leninismo-maoísmo
Las tres diferencias más notables entre el marxismo-leninismo-maoísmo y el pensamiento de Mao Zedong son las siguientes:
1. El marxismo-leninismo-maoísmo se considera una etapa superior del marxismo-leninismo, al igual que el marxismo-leninismo se considera una etapa superior del marxismo. Sin embargo, se considera que el pensamiento de Mao Zedong es simplemente el marxismo-leninismo aplicado a las particularidades de la revolución china.
2. Se considera que el marxismo-leninismo-maoísmo es de aplicación universal, mientras que los aspectos del pensamiento de Mao Zedong generalmente no lo son.
3. El marxismo-leninismo-maoísmo rechaza completamente la teoría de los tres mundos del pensamiento Mao Zedong, considerándola parte del giro a la derecha en el Partido Comunista de China dirigido por Deng Xiaoping cerca del final de la vida del presidente Mao y una desviación de las teorías marxistas-leninistas del imperialismo.[20][21]

El escritor canadiense J. Moufawad-Paul analiza la importancia del marxismo-leninismo-maoísmo en su obra de 2016 Continuity and Rupture. Moufawad-Paul toma la perspectiva marxista-leninista-maoísta comúnmente aceptada sobre el desarrollo histórico de la filosofía, afirmando que el marxismo-leninismo-maoísmo tal como se ha desarrollado contemporáneamente no surgió hasta la década de 1980 con su síntesis por el Partido Comunista del Perú - Sendero Luminoso. Esta adoptó su propia variante, el pensamiento Gonzalo.